# Interborough Rapid Transit Company

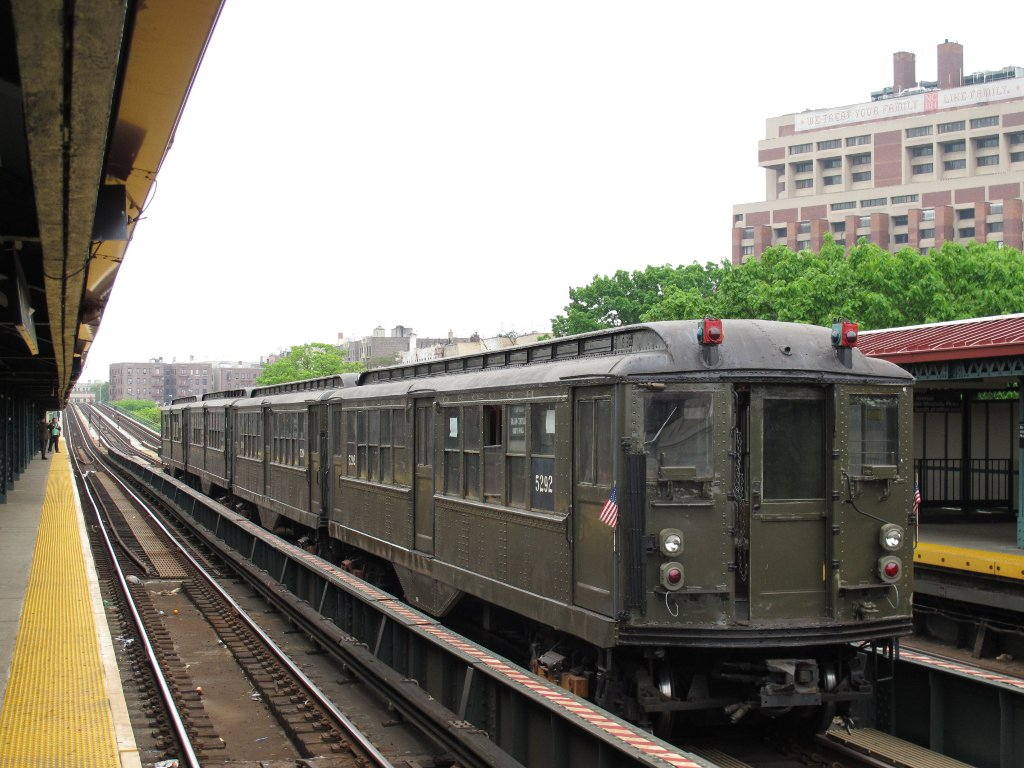
Un treno composto da carrozze della ex Interborough Rapid Transit Company.

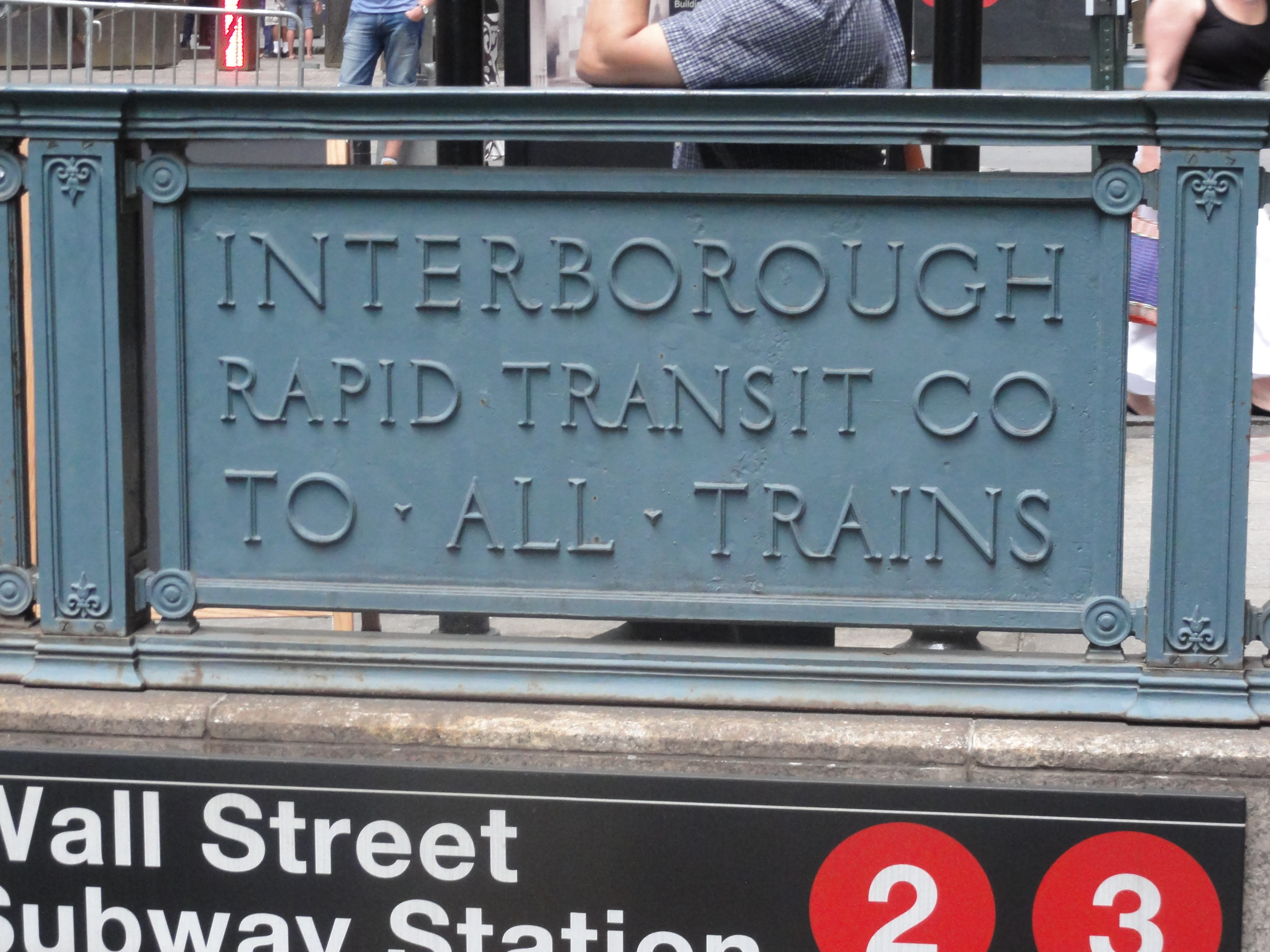
Una vecchia insegna dell'azienda, rimasta nella stazione di Wall Street.

La Interborough Rapid Transit Company (IRTC, in italiano Società di trasporto rapido interquartiere) è stata un'azienda americana, incaricata della gestione di alcune linee della metropolitana di New York dal 1904 al 1940.
L'azienda nacque nel 1902, quattro anni dopo l'accorpamento (consolidation) dei cinque distretti di Manhattan, Brooklyn, Bronx, Queens e Staten Island a formare la Greater New York (grande New York). La prima linea metropolitana sotto la sua gestione aprì due anni dopo, nel 1904. La IRT operava, nella gestione delle linee metropolitane della città, insieme ad altre compagnie come la BMT (Brooklyn-Manhattan Transit) e la IND (Independent Subway System).
La Interborough Rapid Transit Company cessò di effettuare i propri servizi nel giugno del 1940 quando, in seguito alla bancarotta, venne assorbita dalla città di New York. Le linee precedentemente esercite dalla IRT vengono indicate attualmente come A division nel sistema di metropolitane cittadino.